# Andor Pigler
Andor Pigler (* 29. Juli 1899 in Budapest; † 1. Oktober 1992 ebenda) war ein ungarischer Kunsthistoriker.

## Leben
Er studierte Kunstgeschichte an der Universität Budapest, wo er 1922 bei Gyula Pasteiner und Anton Hekler promoviert wurde. 1922 wurde er Assistent am Szépművészeti Múzeum (Museum der Schönen Künste) in Budapest, 1935 Leiter der Alten Galerie des Museums, von 1956 bis zu seiner Pensionierung Ende 1963 war er Generaldirektor des Múzeum.
Seine Forschungen beschäftigten sich besonders mit der Ikonographie der Barockmalerei.

## Ehrungen
- 1955: Kossuth-Preis
- 1990: Széchenyi-Preis
- 1991: Herder-Preis

## Veröffentlichungen (Auswahl)
Siehe Katalin Hámor: Biographie Andor Pigler. In: Bulletin du Musée Hongrois des Beaux-Arts 78, 1993, S. 7–13.
- A Pápai plébániatemplom és a mennyezetképei. Akadémiai Kiadó, Budapest 1922.
- Országos Szépmûvészeti Múzeum. A Régi Képtár katalógusa. Budapest 1954.
- Barockthemen. Eine Auswahl von Verzeichnissen zur Ikonographie des 17. und 18. Jahrhunderts. Akadémiai Kiadó, Budapest 1956. 2. Auflage Budapest 1974.
- Katalog der Galerie Alter Meister. Akadémiai Kiadó, Budapest 1967.